# Gall & Gall
Gall & Gall B.V. is een Nederlandse slijterijketen, die deel uitmaakt van Ahold Delhaize.

## Geschiedenis
Het bedrijf werd in 1884 opgericht door Maria Gall, de weduwe van H.J.T. Gall, om in haar onderhoud te voorzien. Zij was een van de eerste vrouwelijke ondernemers toentertijd. Bij haar dood in 1920 liet ze twee winkels na, die door haar twee zonen werden overgenomen. Zij voegden aan de naam van het bedrijf, dat tot dan toe wed. H.J.T. Gall had geheten, nog een extra Gall toe, naar Engels voorbeeld. Gall & Gall groeide, nadat Herman Gall zich uit de zaak had teruggetrokken (in 1957), snel uit tot de marktleider van de slijterijen in Nederland. In 1984 telde het bedrijf zo'n 100 winkels en was eigendom van Bols Nederland.
Het bedrijf werd in 1989 overgenomen door Ahold. Ook de bedrijven Alberto, Impodra, Aguilar, Party Shop en Klerks namen de naam over. Omstreeks 2009 werd het oude logo vervangen door het huidige logo.
In 2020 heeft Gall & Gall 584 winkels, verspreid over Nederland. In 2001 begon Linda Keijzer, die later ook veel veranderingen doorvoerde bij de DA en Xenos, haar managementloopbaan bij Gall & Gall. Hier zou ze commercieel directeur blijven tot 2005.

## Organisatie
Het hoofdkantoor van Gall & Gall bevindt zich in Zaandam. Het distributiecentrum van Gall & Gall bevindt zich in Delfgauw en de winkels zijn verspreid over het hele land.

## Prijzen
Op 17 september 2019 nam Gall & Gall de prijs van ABN AMRO Webshop of the Year 2019 in de categorie Eten & Drinken in ontvangst.